# William Bentvena
William Bentvena, detto Billy Batts, noto anche con lo pseudonimo di William Devino (New York, 19 gennaio 1921 – c. 1970), è stato un mafioso statunitense.
Era un mafioso di New York, membro della famiglia Gambino e un amico di lunga data di John Gotti. Dopo aver trascorso sei anni in prigione, DeVino è stato assassinato dagli associati della famiglia Lucchese Thomas DeSimone, Jimmy Burke e Henry Hill.
Scomparve ad Harrison il 12 giugno 1970; sicuramente morì in quanto furono rese note le dinamiche del suo omicidio ma risulta impossibile determinarne luogo e data con sicurezza in quanto il corpo non è mai stato ritrovato.

## Biografia
Dell'infanzia di Devino si sa poco, tranne che nacque nella stessa zona di Brooklyn di DeSimone e Hill. Nel 1959, Devino divenne un affiliato della famiglia Gambino e nel 1961 divenne un membro a pieno titolo, con il rango di soldato. Divenuto soldato Devino si occupò delle riscossioni per Carmine Fatico e più tardi per John Gotti. Nel 1964, Devino andò a Bridgeport, nel Connecticut per concludere un affare di droga per conto di Joseph "Joe The Crow" Del Vecchio e Oreste "Ernie Boy" Abbamonte. Quando arrivò a Bridgeport, venne arrestato dalla polizia, venuta a conoscenza dell'affare, con l'accusa di possesso di sostanze stupefacenti. Devino fu in seguito condannato a scontare 6 anni nel Federal Correctional Institution a Danbury, in Connecticut, e venne rilasciato il 9 giugno 1970. Parsons e La Spesa vennero successivamente processati per lo stesso reato e dichiarati non colpevoli.

### Lite con DeSimone e Burke
L'11 giugno 1970, Devino andò in un locale di Henry Hill, chiamato The Suite in Giamaica, Queens, dove alcuni mafiosi avevano organizzato una festa a sorpresa per festeggiare il suo rilascio dalla prigione. Mentre era nel locale, Devino incontrò DeSimone e osservò che quest'ultimo aveva svolto l'attività di lustrascarpe in passato. Hill in seguito disse che Devino voleva provocare DeSimone per impressionare alcuni mafiosi di un'altra famiglia mafiosa. DeSimone prese quell'osservazione come un insulto, perché lo considerava un brutto ricordo della sua infanzia, ma trattenne la sua rabbia.
La credenza comune, perpetuata dal film del 1990 Quei bravi ragazzi, in cui Devino è interpretato da Frank Vincent, è che DeSimone abbia ucciso Devino per averlo insultato a The Suite. Tuttavia, la vera ragione per l'assassinio di Devino era di carattere economico: infatti, Burke aveva rilevato l'attività di usura di Devino mentre quest'ultimo era in carcere. Secondo Hill, Devino si era lamentato con il mafioso della famiglia Colombo Joe Gallo per recuperare l'attività d'usura. Non volendo restituire il business a Devino, Burke decise di eliminarlo. Quando venne assalito, Devino era così ubriaco che non riuscì a difendersi. Al momento del delitto (avvenuto nel 1970), Batts aveva 49 anni ed era un rispettato e temuto membro della famiglia Gambino, con il rango di capo.

### Scomparsa del cadavere
DeSimone, Burke, e Hill misero il corpo di Devino nel bagagliaio della vettura di Hill e si allontanarono dal bar. Mentre erano in macchina, la vettura ebbe una piccola collisione con un furgone sulla Van Wyck Expressway nel Queens. Subito dopo la collisione, gli uomini cominciarono a sentire dei suoni provenienti dal bagagliaio e si accorsero che Devino era ancora vivo. Si fermarono a casa della madre di DeSimone per prendere un coltello, un po' di calce e una pala. Arrivati in un terreno disabitato nel Connecticut di proprietà di un amico di Burke, i tre uccisero Devino e lo seppellirono. Hill disse che Burke e DeSimone non spararono, ma lo accoltellarono ripetutamente.

### Dopo l'omicidio
Sei mesi dopo l'omicidio di Devino, Burke scoprì che il suo amico aveva venduto la proprietà in Connecticut per farci costruire dei condomini. Burke ordinò così a Hill e DeSimone di riesumare il cadavere semi-decomposto di Devino e seppellirlo altrove. In Quei Bravi Ragazzi, Hill dice che il corpo venne poi schiacciato in un compattatore meccanico in una discarica nel New Jersey.
Intorno al 14 gennaio 1979, DeSimone venne assassinato. È stato ampiamente ipotizzato che la famiglia Gambino abbia ordinato la morte di DeSimone perché quest'ultimo era stato uno degli assassini di Devino e dal momento che Devino era un uomo d'onore, e DeSimone non lo era ancora, quest'ultimo non avrebbe potuto uccidere Devino senza l'autorizzazione della famiglia Gambino. Così Paul Vario disse ai Gambino che avrebbe ucciso DeSimone. L'omicidio avvenne anche per vendetta, dato che DeSimone aveva cercato di violentare l'allora moglie di Hill, Karen, che stava avendo anche una relazione con Vario mentre il marito era imprigionato. Una teoria alternativa è che la famiglia Gambino non sapeva chi fosse l'assassino di Devino e che fece uccidere DeSimone per vendicare Ronald Jerothe, un altro mafioso affiliato ai Gambino assassinato da DeSimone.
Quando Henry Hill venne condannato per traffico di cocaina, divenne un pentito, testimoniando ai processi di James Burke e Paul Vario e le testimonianze fecero incarcerare i due. Henry Hill è stato l'ultimo testimone dell'omicidio di Devino a morire, il 12 giugno 2012, mentre DeSimone è stato assassinato nel 1979 per vendetta trasversale e Burke morì in prigione nel 1996.

## Nella cultura di massa
- Nel film del 1990 Quei bravi ragazzi, Devino è stato interpretato da Frank Vincent.